# Marco Aurelio Mario
Marco Aurelio Mario (latino: Marcus Aurelius Marius; ... – 269) è stato un generale romano che fu brevemente imperatore dell'Impero delle Gallie (269).
È elencato tra i Trenta Tiranni della Historia Augusta.

## Biografia
Secondo una tradizione tarda, sarebbe stato un umile fabbro che, arruolatosi nell'esercito romano, fece carriera fino a divenire un ufficiale d'alto rango; in seguito poi alla morte di Postumo, fautore d'una massiccia insurrezione che aveva causato, di fatto, la secessione della maggior parte delle province europe occidentali romane, gli succedette al potere per non più di due o tre giorni, prima di essere ucciso, per ironia della sorte, da una spada di sua stessa fabbricazione. Questa tradizione è molto probabilmente scorretta, interamente o parzialmente che sia. In base, infatti, al numero di monete che coniò durante il suo regno, se ne può stimare verosimilmente un periodo di almeno dodici mesi di governo. 
Sembrerebbe comunque che Mario fosse stato eletto dalle legioni (pare in virtù del suo nome augurale, che richiamava appunto quello dell'amato imperatore Marco Aurelio) appena dopo la morte del suo predecessore, assassinato dagli stessi soldati per l'aver loro negato il permesso di saccheggiare l'appena soggiogata Mogontiacum (l'odierna Magonza), ai quali dunque il neoeletto imperatore permise di farvi bottino. Tra i suoi atti di governo certi, figurano il trasferimento della capitale gallica da Colonia ad Augusta Treverorum (odierna Treviri), testimoniato dai rilievi delle zecche attive, in quel periodo, presso Colonia, anziché della storica Magontiacum. Venne infine assassinato dopo qualche mese di regno, forse per motivi privati.